# Hugo Haak
Hugo Haak (* 29. Oktober 1991 in Nieuwegein) ist ein niederländischer Radsporttrainer und ehemaliger Bahnradsportler.

## Sportliche Laufbahn
2008 wurde Hugo Haak niederländischer Vizemeister im Sprint der Junioren, im Keirin belegte er Platz drei. Zwei Jahre später wurde er Vizemeister der Elite im Sprint und 2012 Vize-Europameister im Zeitfahren (Nachwuchs).
2012 wurde Hugo Haak niederländischer Meister im Keirin. Im Jahr darauf errang er die nationalen Titel im Sprint sowie im 1000-Meter-Zeitfahren. 2015 wurde Hugo Haak im schweizerischen Grenchen gemeinsam mit Jeffrey Hoogland und Nils van ’t Hoenderdaal Europameister im Teamsprint.
Nachdem Haak sich nicht für die Olympischen Spiele 2016 in Rio hatte qualifizieren können und an einer fortdauernden Knieverletzung litt, beendete er Ende 2017 seine aktive Laufbahn.

## Tätigkeit als Trainer
Haak wurde Assistent des niederländischen Nationaltrainers Bill Huck. Nach dessen Weggang im September 2018 übernahm er vorübergehend den Posten des Cheftrainers. Im Dezember 2018 wurde er zum neuen Bondscoach ernannt. Später berichtete er, dass er 2020 mit einem Burn-out zu kämpfen hatte.
Mitglieder der von Haak betreuten Sprint-Nationalmannschaft errangen bei den Olympischen Spielen 2020 in Tokio drei Goldmedaillen sowie ein Mal Silber und ein Mal Bronze. Ende 2021 beendete er seine Tätigkeit als niederländischer Nationaltrainer. Zuvor wurde er in den Niederlanden zum „Trainer des Jahres“ gekürt. Zur Saison 2023 wurde er Sportlicher Leiter des neu gegründeten UCI Continental Teams TDT-Unibet, und er kehrte als Assistenztrainer zum Bahn-Nationalteam zurück. Zum 1. September 2024 übernahm er erneut das niederländische National-Sprintteam als Cheftrainer.

## Erfolge
2012
- U23-Europameisterschaft – 1000-Meter-Zeitfahren
- Niederländischer Meister – Keirin

2013
- Bahnrad-Weltcup in Guadalajara – Teamsprint (mit Matthijs Büchli und Nils van ’t Hoenderdaal)
- U23-Europameisterschaft – Sprint, Teamsprint (mit Matthijs Büchli und Jeffrey Hoogland)
- Niederländischer Meister – Sprint, 1000-Meter-Zeitfahren

2014
- Bahnrad-Weltcup in Guadalajara – Sprint

2015
- Europameister – Teamsprint (mit Jeffrey Hoogland und Nils van ’t Hoenderdaal)

2016
- Weltmeisterschaft – Teamsprint (mit Matthijs Büchli und Nils van ’t Hoenderdaal)